# Valérie Bonneton
Valerie Bonneton (Somain, 5 april 1970) is een Franse film- en theateractrice.

## Biografie
Bonneton volgde een acteeropleiding aan het Cours Florent en vervolgens aan het Conservatoire national supérieur d'art dramatique tot ze 26 jaar werd om zich vervolgens toe te wijden aan de cinema, televisie en theater. Ze speelde hoofdzakelijk bijrollen in films, totdat het succes van de televisieserie Fais pas ci, fais pas ça haar populair maakte. Daarnaast is ze ook actief in het theater, waar ze onder andere in stukken van William Shakespeare, Beaumarchais en Corneille rollen vertolkte.
In 2010 speelde ze mee in de film Les Petits Mouchoirs van Guillaume Canet, die haar een nominatie opleverde voor de César voor beste actrice in een bijrol.
Gedurende 13 jaar was ze de levenspartner van de Franse acteur François Cluzet, in oktober 2010 zijn ze uit elkaar gegaan, na een koppel gespeeld te hebben in Les Petits Mouchoirs. Het koppel heeft twee kinderen.

## Filmografie

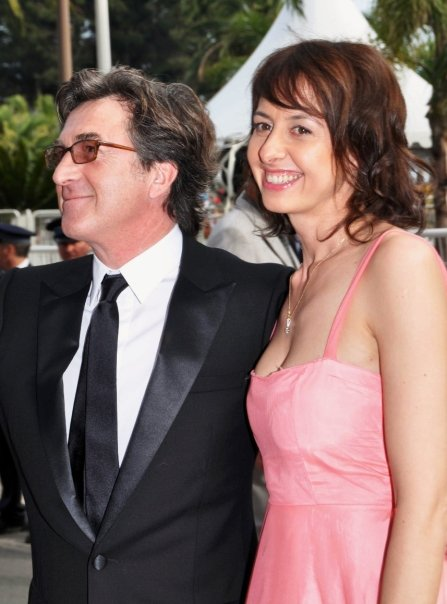
Valérie Bonneton samen met François Cluzet in 2009.

### Film
- 1995 : La Vie parisienne van Hélène Angel (kortfilm)
- 1996 : Love, etc. van Marion Vernoux : de bloemiste
- 1998 : La voie est libre van Stéphane Clavier : Brigitte
- 1998 : Grève party van Fabien Onteniente
- 1998 : Jeanne et le Garçon formidable van Olivier Ducastel : Sophie
- 1998 : La Mort du Chinois van Jean-Louis Benoît : Flo
- 1998 : Mookie van Hervé Palud : Zuster Rose
- 1999 : L'Homme de ma vie van Stephane Kurc : Myriam
- 2000 : Winney, a Cute Candidate van Florence Deygas : Paupiette, de assistente van Clara (kortfilm)
- 2000 : Les Destinées sentimentales van Olivier Assayas : de vrouw van Arthur Pommerel
- 2001 : Voyance et Manigance van Eric Fourniols : Agnès
- 2003 : Le Bison (et sa voisine Dorine) van Isabelle Nanty : Reine
- 2003 : Janis et John van Samuel Benchetrit : een vrouw op de bus
- 2003 : France Boutique van Tonie Marshall : Norma
- 2004 : Les gens honnêtes vivent en France van Bob Decout
- 2005 : La Cloche a sonné van Bruno Herbulot : Nathalie
- 2006 : Je vous trouve très beau van Isabelle Mergault : Advocate Labaume
- 2006 : Essaye-moi van Pierre-François Martin-Laval : de collega van Jacqueline
- 2006 : La Jungle van Matthieu Delaporte : Natacha
- 2006 : L'École pour tous van Eric Rochant : Pashmina
- 2008 : L'Heure d'été van Olivier Assayas : Angela Marly
- 2008 : Bouquet final van Michel Delgado : Marie Thanato
- 2008 : Vilaine van Jean-Patrick Benes
- 2010 : Les Petits Mouchoirs van Guillaume Canet : Véronique Cantara
- 2011 : Propriété interdite van Hélène Angel : Claire
- 2011 : Qui a envie d'être aimé ? van Anne Giafferi : Hortense
- 2011 : Un amour de jeunesse van Mia Hansen-Løve : de moeder van Camille
- 2011 : Le Skylab van Julie Delpy : Tante Micheline
- 2013 : Eyjafjallajökull

### Televisie
- 1996 : Viens jouer dans la cour des grands van Caroline Huppert : Patricia
- 1998 : Le Feu sous la glace van Françoise Decaux-Thomelet : Ève
- 1999 : Chasseurs d'écume van Denys Granier-Deferre
- 2002 : Caméra café - Seizoen 5, aflevering 15
- 2002 : La Famille Guérin: Caroline Guérin
- 2005 : Vénus et Apollon - Seizoen 1, aflevering 25
- 2007 : Chez Maupassant : Deux Amis van Gérard Jourd'hui : Rosalie
- 2007 - : Fais pas ci, fais pas ça: Fabienne Lepic
- 2008 : Nés en 68 van Olivier Ducastel en Jacques Martineau
- 2011 : Héloïse en Le Romancier Martin van Jérôme Foulon

## Prijzen en nominaties
- 2008: Nuits des Molières: Molière voor actrice in een bijrol voor Le Dieu du carnage
- 2011: César: nominatie voor César voor beste actrice in een bijrol voor Les Petits Mouchoirs